# Paweł Kurdwanowski (zm. 1669)
Paweł Kurdwanowski herbu Półkozic (zm. w 1669 roku) – kasztelan zawichojski w 1658 roku, miecznik krakowski w latach 1648–1658.
W 1634 roku był konsyliarzem nacji polskiej na Uniwersytecie w Padwie. 
Poseł sejmiku opatowskiego na sejm nadzwyczajny 1652 roku, sejm zwyczajny 1654 roku, sejm nadzwyczajny 1654 roku, poseł nieznanego sejmiku na sejm 1655 roku.
Był elektorem Jana II Kazimierza Wazy z województwa krakowskiego w 1648 roku. W 1662 roku został księdzem. 